# Équipe de Grande-Bretagne masculine de cyclisme sur route
L'équipe de Grande-Bretagne de cyclisme est la sélection de cyclistes britanniques, réunis lors de compétitions internationales (les championnats d'Europe, du monde et les Jeux Olympiques notamment) sous l'égide de la fédération britannique de cyclisme British Cycling.

## Palmarès

### Jeux olympiques

#### Course en ligne
L'épreuve de course en ligne masculine est introduite aux Jeux olympiques en 1896 puis de nouveau depuis 1912.
| Médaille d'or | Médaille d'argent                              | Médaille de bronze                                                         |
| ------------- | ---------------------------------------------- | -------------------------------------------------------------------------- |
|               | - 1912 : Freddie Grubb - 1928 : Frank Southall | - 1896 : Edward Battell - 1956 : Alan Jackson - 1996 : Maximilian Sciandri |

#### Contre-la-montre individuel
L'épreuve de contre-la-montre individuel masculin est organisée aux Jeux olympiques depuis 1996.
| Médaille d'or            | Médaille d'argent | Médaille de bronze                                                              |
| ------------------------ | ----------------- | ------------------------------------------------------------------------------- |
| - 2012 : Bradley Wiggins |                   | - 1996 : Chris Boardman - 2012 : Christopher Froome - 2016 : Christopher Froome |

#### Course par équipes
L'épreuve de course en ligne par équipes est organisée aux Jeux olympiques de 1912 à 1956.
- 1912 :  Médaille d'argent avec Freddie Grubb, Leonard Meredith, Charles Moss et William Hammond
- 1928 :  Médaille d'argent avec Jack Lauterwasser, John Middleton et Frank Southall
- 1948 :  Médaille d'argent avec Robert John Maitland, Ian Scott et Gordon Thomas
- 1956 :  Médaille d'argent avec Arthur Brittain, William Holmes et Alan Jackson

### Championnats du monde de cyclisme sur route

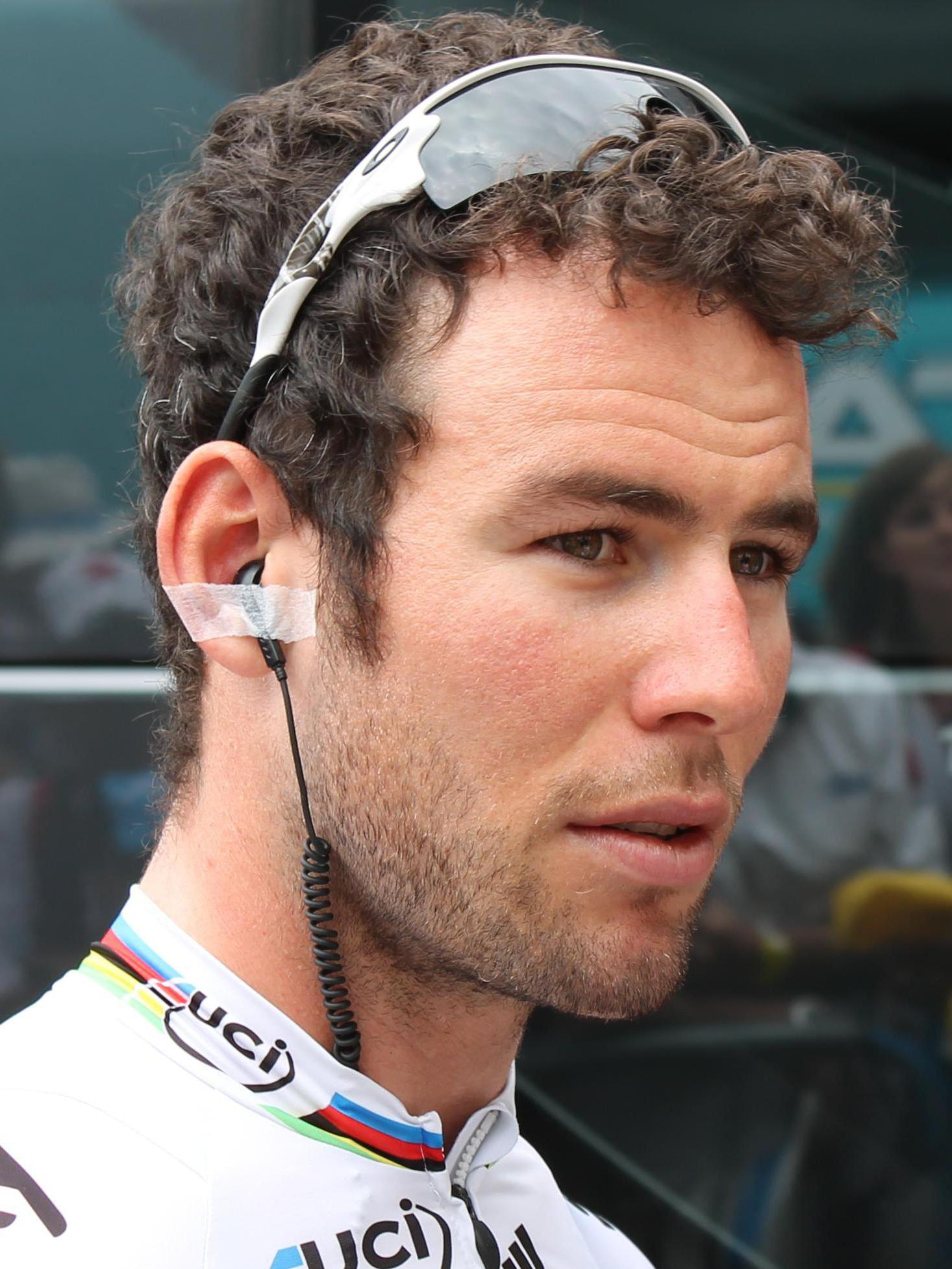
Mark Cavendish au départ de la du Tour de France 2012 à Blagnac, avec les liserets arc-en-ciel de champion du monde.

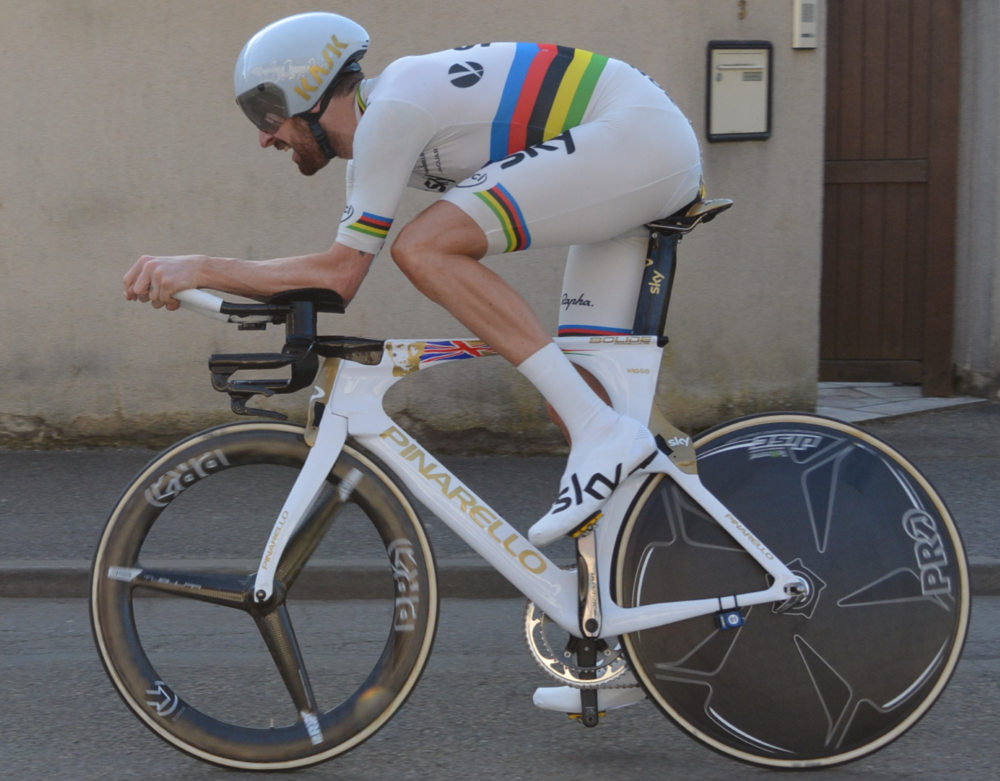
Le champion du monde du contre-la-montre 2014 Bradley Wiggins avec le maillot arc-en-ciel.

#### Course en ligne
Le championnat du monde de course en ligne masculine est organisé depuis 1927, avec pour seule interruption, de 1939 à 1945, la Seconde Guerre mondiale.
| Médaille d'or                                | Médaille d'argent | Médaille de bronze |
| -------------------------------------------- | ----------------- | ------------------ |
| - 1965 : Tom Simpson - 2011 : Mark Cavendish |                   |                    |

#### Contre-la-montre individuel
Le championnat du monde de contre-la-montre individuel masculin est organisé depuis 1994.
| Médaille d'or                                    | Médaille d'argent | Médaille de bronze                                                                            |
| ------------------------------------------------ | --- | --------------------------------------------------------------------------------------------- |
| - 1994 : Chris Boardman - 2014 : Bradley Wiggins | - 1996 : Chris Boardman - 2001 : David Millar - 2010 : David Millar - 2011 : Bradley Wiggins - 2013 : Bradley Wiggins | - 1997 : Chris Boardman - 1999 : Chris Boardman - 2017 : Chris Froome - 2023 : Joshua Tarling |

#### Contre-la-montre par équipes de relais mixte
Le championnat d'Europe de contre-la-montre par équipes de relais mixte est organisé à partir de 2019. Le temps des trois coureurs est additionné au temps des trois coureuses de l'équipe féminine.
| Médaille d'or | Médaille d'argent | Médaille de bronze                                                                                           |
| ------------- | ----------------- | --- |
|               |                   | - 2019 : ♂ John Archibald ♂ Daniel Bigham ♂ Harry Tanfield ♀ Lauren Dolan ♀ Anna Henderson ♀ Joscelin Lowden |

### Championnats d'Europe de cyclisme sur route

#### Contre-la-montre individuel
Le championnat d'Europe de contre-la-montre individuel masculin est organisé depuis 2016.
| Médaille d'or           | Médaille d'argent | Médaille de bronze |
| ----------------------- | ----------------- | ------------------ |
| - 2023 : Joshua Tarling |                   |                    |

### Autres victoires
- London-Surrey Cycle Classic 2011 (Course pré-olympique) : Victoire de Mark Cavendish